# NGC 3618
NGC 3618 ist eine Balken-Spiralgalaxie mit aktivem Galaxienkern vom Hubble-Typ SBb im Sternbild Löwe auf der Ekliptik. Sie ist schätzungsweise 302 Millionen Lichtjahre von der Milchstraße entfernt und hat einen Durchmesser von etwa 80.000 Lichtjahren.

Im selben Himmelsareal befindet sich u. a. die Galaxie NGC 3615.
Das Objekt wurde am 10. April 1785 von Wilhelm Herschel entdeckt.